# 钱元瑾
钱元瑾（889年—903年），杭州錢塘（今浙江杭州）人，五代十國的吳越國武肃王钱镠的第十一子。母亲昭懿夫人陈氏，同母兄弟钱元琏、钱元瓘、钱元裕、钱元祐、钱元弼、钱元邧、钱元(王𣶒)，原名钱传瑾。
钱元瑾生于唐昭宗龙纪元年十月初三，和弟弟钱元珦同年出生，当时钱镠被唐朝封为金紫光禄大夫、检校司空、杭州防御使。钱元瑾早年去世，没有得到父亲的封赐。